# Олеська
Село Олешко розташоване в районі Літомержіце в Устецькому краї. Налічує 102 мешканців. На північно-східній околиці села знаходиться пам'ятка природи Піщина біля Олешка.  Загальна площа кадастрової території Олешко у Рогацьці становить 327 га, з них 114 га орної землі. 

## Історія
Перша письмова згадка походить з 1226 року. 

## Населення
|          | 1869 рік | 1880 рік | 1890 рік | 1900 рік | 1910 рік | 1921 рік | 1930 рік | 1950 рік | 1961 рік | 1970 рік | 1980 рік | 1991 рік | 2001 рік | 2011 рік |
| -------- | -------- | -------- | -------- | -------- | -------- | -------- | -------- | -------- | -------- | -------- | -------- | -------- | -------- | -------- |
| Мешканці | 139      | 144      | 128      | 148      | 183      | 174      | 189      | 146      | 132      | 153      | 99       | 86       | 85       | 86       |
| Будинки  | 22       | 24       | 24       | 25       | 28       | 29       | 37       | 47       | 37       | 37       | 34       | 39       | 41       | 44       |

### довідка
1. ↑  PP Písčiny u Oleška. AOPK ČR.
2. ↑  Obec Oleško: O nás. Obecní úřad.
3. 1 2  Historický lexikon obcí České republiky 1869–2005 (1. díl) (PDF). Český statistický úřad. с. 388, 399. ISBN 80-250-1310-3. Архів оригіналу (PDF) за 15 грудня 2021. Процитовано 25 вересня 2023.
4. ↑  Statistický lexikon obcí České republiky 2013 (PDF). Český statistický úřad. с. 298. ISBN 978-80-250-2394-5. Архів оригіналу (PDF) за 17 квітня 2021. Процитовано 25 вересня 2023.